# Inca (moneda)
El Inca de oro fue una unidad monetaria creada en Perú por decreto del 20 de marzo de 1880 del gobierno de Nicolás de Piérola Villena, durante la Guerra del Pacífico. El Inca dividía en cinco pesetas y cada peseta en dos reales. Se ordenó la fabricación de monedas de cobre de uno y dos centavos; de plata, de medio real, de un real, de una peseta y de cinco pesetas y de oro 1, 2 y 5 incas. Según el decreto de 1880 las monedas de 1, 2 y 5 Incas tendría el diámetro de 12, 15 y 23 mm respectivamente. En la práctica, las monedas de oro no se fabricaron, en su lugar se hicieron billetes de 1, 5 y 100 Incas, resellos de billetes de sol por valores de 1 y 5 reales de Inca, también, monedas de 1/2 real, 1 y 5 pesetas, acuñadas principalmente, entre los años de 1880 y 1882 en la casa de moneda de Ayacucho.

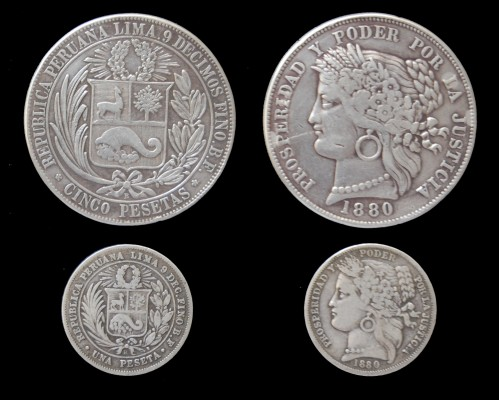
Monedas de 1 y 5 pesetas

## Monedas
| Denominación | Anverso | Reverso |
| ------------ | ------- | ------- |
| 1/2 real     |         |         |
| 1 peseta     |         |         |
| 5 pesetas    |         |         |

## Billetes
Se imprimieron los siguientes billetes con la denominación Inca
| Denominación | Anverso | Reverso |
| ------------ | ------- | ------- |
| 1 Inca       |         |         |
| 5 Incas      |         |         |
| 100 Incas    |         |         |

### Billetes resellados
| Denominación         | Anverso | Reverso |
| -------------------- | ------- | ------- |
| 1 real de Inca       |         |         |
| 5 reales de Inca     |         |         |
| 100 centavos de Inca |         |         |